# Fleringen (Rijnland-Palts)
Fleringen is een plaats in de Duitse deelstaat Rijnland-Palts, en maakt deel uit van de Eifelkreis Bitburg-Prüm.
Fleringen telt 385 inwoners.

## Bestuur
De plaats is een Ortsgemeinde en maakt deel uit van de Verbandsgemeinde Prüm.

## Heerlijkheid Fleringen
De rijksonmiddellijke heerlijkheid Fleringen was een bezit van het klooster St. Irminen in Trier. De heerlijkheid was niet bij een Kreits ingedeeld. De voogdij over deze heerlijkheid en enkele andere kloosterbezittingen was een annex van de heerlijkheid Kerpen (Eifel) en samen met deze heerlijkheid in het bezit gekomen van de hertogen van Arenberg. In 1726 was er tussen Arenberg en het klooster St. Irminen een proces aan het Rijkskamergerecht.
In 1794 werd de heerlijkheid ingelijfd bij Frankrijk en het Congres van Wenen kende  Fleringen toe aan het koninkrijk Pruissen.
Bron:
- Erläuterungen zur Geschichtliche Atlas der Rheinprovinz, Band 2, die Karte von 1789 (1898)

Verbandsvrije stad:  Bitburg